# جوزيه بيلي
جوزيه بيلي (بالإنجليزية: Josiah Bailey)‏ هو محامي وسياسي أمريكي، ولد في 14 سبتمبر 1873 في وارينتون في الولايات المتحدة، وتوفي في 15 ديسمبر 1946 في رالي في الولايات المتحدة. حزبياً، نشط في الحزب الديمقراطي. وقد انتخب عضو مجلس الشيوخ الأمريكي عن دائرة كارولاينا الشمالية (4 مارس 1931 – 15 ديسمبر 1946).